# Gary Hall (1951)
Gary Hall Sr. (Fayetteville, 7 agosto 1951) è un ex nuotatore statunitense.
Specializzato nella farfalla e nei misti, ha vinto tre medaglie in tre edizioni diverse delle Olimpiadi: un argento nei 400 m misti a Città del Messico 1968, un argento nei 200 m farfalla a Monaco 1972 e un bronzo nei 100 m farfalla a Montreal 1976. È il padre di Gary Hall Jr., anche lui vincitore di numerose medaglie olimpiche.

È diventato uno dei Membri dell'International Swimming Hall of Fame. 
È stato primatista mondiale nei 200 m dorso, 200 m farfalla, 200 m e 400 m misti e nella staffette 4x200 m sl.

## Palmarès
- Olimpiadi

Città del Messico 1968: argento nei 400 m misti.
Monaco 1972: argento nei 200 m farfalla.
Montreal 1976: bronzo nei 100 m farfalla.

## Riconoscimenti
- World Swimmer of the Year: 1969, 1970